# Умар, Ахмад
Ахмад Умар (сомал. Axmed Cumar, араб. أحمد عمر‎; род. 1972, Кисмайо, Сомали) — эмир сомалийской исламистской группировки «Харакат аш-Шабаб». В апреле 2015 года Государственный департамент США включил его в список международных террористов. За голову Ахмада Умара назначена награда в размере 6 000 000 долларов США в рамках программы «Награда за правосудие».

## Биография
Родился в 1972 году в Лууке, провинции Гедо или в Кисмайо, провинция Нижняя Джубба. Является членом сомалийского клана Дир из региона Кисмайо.
К 2013 году стал старшим советником Ахмеда Годане и работал во внутреннем департаменте «Харакат аш-Шабаб», где курировал деятельность группировки. Разделяет видение Ахмеда Годана о террористических атаках «Харакат аш-Шабаб» в Сомали как элемента глобальных целей «Аль-Каиды».
В сентябре 2014 года стал лидером «Харакат аш-Шабаб» после гибели Ахмеда Абди Годане в результате авиаудара США. Ранее Ахмад Умар занимал несколько должностей в «Аш-Шабааб», в том числе был помощником Ахмеда Абди Годане и заместителем губернатора провинции Нижняя Джубба в 2008 году, а также губернатором в регионах Бай и Баколь в 2009 году.